# Biển Lincoln

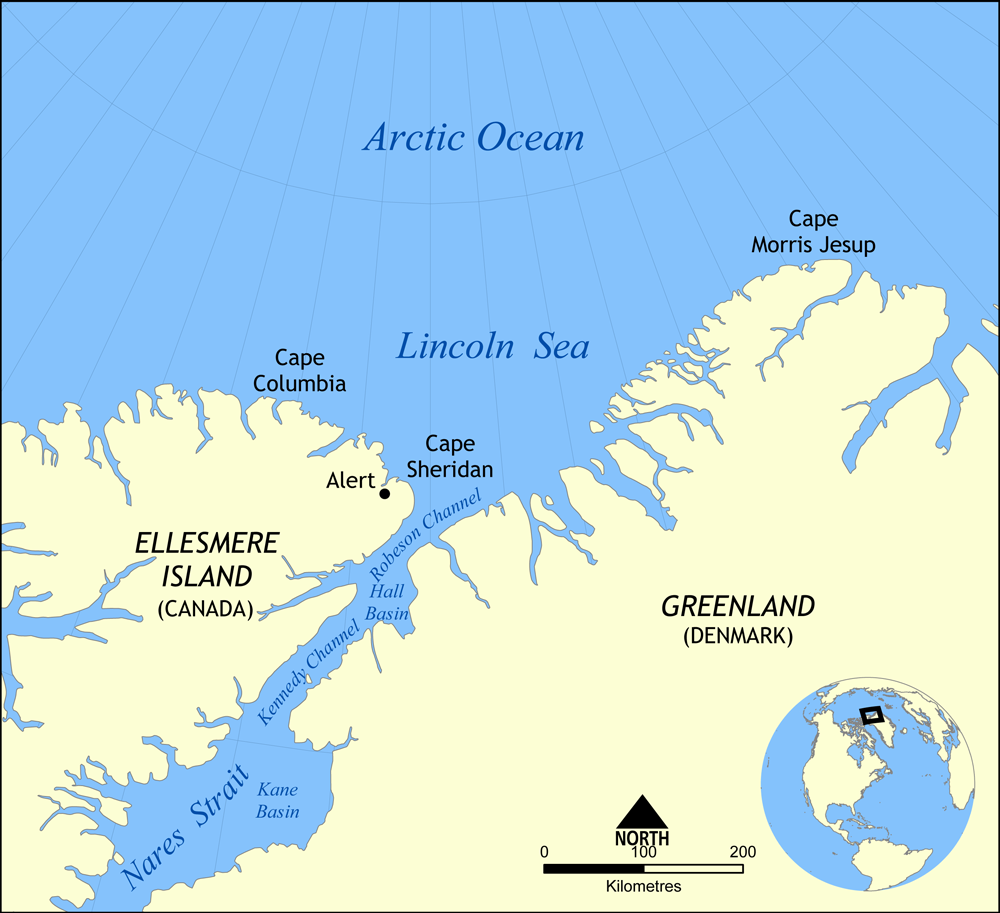
Bản đồ biển Lincoln

Biển Lincoln là vùng biển ở Bắc Băng Dương, kéo dài từ mũi Columbia, Canada ở phía tây đến mũi Morris Jesup, Greenland, ở phía đông. Ranh giới phía đông được định nghĩa là đường vòng tròn lớn nằm giữa hai đầu đất mũi. Biển có băng bao phủ quanh năm, và là biển có băng nổi có độ dày nhất Bắc Băng Dương, khoảng 15 m (49 ft). Biển có độ sâu từ 100 m (330 ft) đến 300 m (980 ft). Nước và băng của từ biển Lincoln hầu hết thời gian đổ vào kênh Robeson và phần lớn phía bắc của eo biển Nares.
Biển được đặt tên sau khi Robert Todd Lincoln, Chỉ huy chiến tranh ở Hoa Kỳ, có chuyến thám hiểm Bắc Cực giai đoạn 1881-1884 vào vịnh Lady Franklin. Trạm Alert, trạm cực bắc của Canada, là nơi đông dân nhất trên bờ của biển Lincoln. Lượng nước phía đông biển Lincoln (phía đông mũi Morris Jesup) là biển Wandel.

## Mở rộng
Tổ chức Thủy văn Quốc tế xác định các giới hạn của biển Lincoln như sau:

Phía bắc. mũi Columbia đến mũi Morris Jesup (Greenland).
Phía Nam. Mũi Columbia thông qua bờ phía đông bắc của đảo Ellesmere đến mũi Sheridan và tới mũi Bryant (Greenland) thông qua Greenland đến mũi Morris Jesup.